# The Suicide of Rachel Foster
The Suicide of Rachel Foster – komputerowa gra przygodowa stworzona przez studio One-O-One Games i wydana przez Daedalic Entertainment na platformach Microsoft Windows, PlayStation 4 i Xbox One. Premiera odbyła się 19 lutego 2020.

## Rozgrywka
The Suicide of Rachel Foster to gra przygodowa przedstawiona z perspektywy pierwszej osoby. Akcja rozgrywa się zimą 1993 roku. Gracz wciela się w Nicole – spadkobierczynię hotelu po zmarłym ojcu. Po przybyciu na miejsce Nicole zostaje uwięziona w opuszczonym budynku z powodu śnieżycy. Jedyną formą komunikacji jest telefon komórkowy, którego używa do kontaktowania się z przedstawicielem lokalnego sztabu kryzysowego. Uwięziona w hotelu Nicole zaczyna odkrywać tragiczne okoliczności romansu swojego ojca z nastoletnią Rachel Foster.